# Augrabies-vízesés Nemzeti Park
Az Augrabies-vízesés Nemzeti Park az Augrabies-vízesés körül terül el, 120 kilométernyire Upingtontól, Észak-Fokföld tartományban, a Dél-afrikai Köztársaság területén.  A nemzeti parkot 1966-ban alapították.
Az Augrabies-vízesés Nemzeti Park területe 820 négyzetkilométert foglal magába, az Orange-folyó mentén. A terület rendkívül száraz. A vízesés, melyről a park a nevét kapta, félelmetesen zúdul alá áradások idején. A vízesés aljánál kezdődő völgyszoros nagyjából 240 méter mély és mintegy 18 kilométer hosszúságú. A völgyszoros látványa igen hatásosan szemlélteti a víz eróziós munkáját a gránit talapzatban.
Az itt őslakos khoikhoi népcsoport a vízesést Ankoerebis néven nevezte el, ami nyelvükön „nagy zajok helye” jelentéssel bír. A vándorló búrok, akik ezen a vidéken később telepedtek le, a khoikhoi Ankoerebis szót „Augrabies”-re módosította, melyet időnként Aughrabies-ként írnak.
Az Orange-folyó mentén lévő üledékekben gyémánt fordul elő és a legenda szerint a legnagyobb gyémántlelő helye a vízesés alatti örvényekben található. A nemzeti park legjellegzetesebb növénye az óriás aloé (Aloe dichotoma), melyet a helyiek csak kokerboom-ként, azaz tegezfaként hívnak. A növény tökéletesen alkalmazkodott a Nama-Karoo vidékén található száraz félsivatagi, sziklás tájhoz, emiatt képes ellenállni a szélsőséges hőmérsékletnek és a terméketlen talajon is megél. Több mint öt méter magasra is megnő, arról kapta a nevét, hogy a busman törzsek kérgéből  nyilaikat tároló tegzeket készítettek. Az óriás aloé páratlan sziluettje jellemző része az észak-fokföldi tájnak. Mikor az aloék virágozni kezdenek, az itt áttelelő madarak seregeit idevonzza a virágok bőséges nektárja és páviánokat is láttak már errefelé kortyolgatni a növény édes nedűjét. A terület egyik kiemelkedő része a Moon-szikla, egy gránitkupola, amely mintegy 700-szor száz méteres kerületű és 30 méter magas sziklaképződmény.

## Fordítás
Ez a szócikk részben vagy egészben  az   Augrabies Falls National Park című angol Wikipédia-szócikk ezen változatának fordításán alapul.  Az eredeti cikk szerkesztőit annak laptörténete sorolja fel. Ez a jelzés csupán a megfogalmazás eredetét és a szerzői jogokat jelzi, nem szolgál a cikkben szereplő információk forrásmegjelöléseként.